# Paride Tumburus
Paride Tumburus (* 8. März 1939 in Aquileia; † 24. Oktober 2015 ebenda) war ein italienischer Fußballspieler und späterer -trainer.
Er war Teil der Mannschaft des FC Bologna, die 1963/64 die bis heute letzte italienische Meisterschaft für den Verein gewann und nahm bereits zwei Jahre zuvor mit der Nationalmannschaft seines Heimatlandes an der Fußball-Weltmeisterschaft 1962 in Chile teil. Später wurde Tumburus Trainer, war in dieser Funktion aber nur kurzzeitig tätig.

## Karriere

### Vereinskarriere
Paride Tumburus, geboren 1939 in der norditalienischen Stadt Aquileia, unterschrieb 1959 seinen ersten Vertrag beim FC Bologna. In der Folge sollte der Abwehrspieler dem Verein neun Jahre lang bis 1968 treu bleiben und in dieser Zeit 200 Ligaspiele mit vier Toren absolvieren. Dabei wurden die ersten Jahre in der Regel im oberen Mittelfeld der Serie A beendet, ernsthaft an die Tabellenspitze angreifen konnte man nicht. In der Saison 1963/64 gelang dann aber der große Wurf. Überraschend belegte die Mannschaft von Trainer Fulvio Bernardini, in der sich unter anderem Spieler wie der dänische Angreifer Harald Nielsen, der deutsche Mittelfeldakteur Helmut Haller oder Kapitän Giacomo Bulgarelli befanden, nach Ende aller Spieltage den ersten Tabellenrang in der höchsten italienischen Fußballliga, war aber punktgleich mit Inter Mailand. Die um drei Tore bessere Tordifferenz des FC Bologna war damals noch nicht relevant, sodass ein Entscheidungsspiel über den italienischen Fußballmeister von 1964 entscheiden musste. Dieses Entscheidungsspiel entschied der FC Bologna am 7. Juni 1964 im Olympiastadion von Rom durch zwei Tore von Romano Fogli und Harald Nielsen mit 2:0 für sich und konnte somit erstmals seit dem Ende des Zweiten Weltkrieges wieder die Meisterschaft Italiens gewinnen. 
An diesen Erfolg konnte der FC Bologna allerdings in den Folgejahren nicht mehr anknüpfen. Als Meister für den Europapokal der Landesmeister 1964/65 qualifiziert, kam das Aus in diesem Wettbewerb bereits in der ersten Runde, als man durch Losentscheid dem belgischen Titelträger RSC Anderlecht unterlegen war, nachdem es zuvor nach Hin- und Rückspiel sowie einem torlosen Entscheidungsspiel unentschieden gestanden hatte. Auch im Ligabetrieb zeigte man sich nicht mehr so erfolgreich. Es gelang zwar noch gelegentlich die Qualifikation für den Messestädte-Pokal, aber ins Meisterschaftsrennen konnte man nicht wieder ernsthaft eingreifen. Paride Tumburus verließ den FC Bologna 1968 nach neun Jahren und schloss sich Lanerossi Vicenza an, wo er zwei Jahre unter Vertrag stand, in dieser Zeit aber nur auf 26 Einsätze in der Serie A kam. Bereits am Ende seiner Zeit in Bologna hatte der Verteidiger seinen Stammplatz verloren. 1970 ging Tumburus zur US Rovereto, einem unterklassigen Verein, wo er seine fußballerische Laufbahn noch ein Jahr lang ausklingen ließ, ehe er diese 1971 mit 32 Jahren beendete.
Danach wurde Paride Tumburus Fußballtrainer und coachte Pordenone Calcio in zwei Amtszeiten von 1972 bis 1973 und von 1974 bis 1975. Danach kamen aber keine weiteren Engagements dazu.

### Nationalmannschaft
In den Jahren 1962 und 1963 brachte es Paride Tumburus auf insgesamt vier Einsätze in der italienischen Fußballnationalmannschaft. Ein Torerfolg gelang ihm hierbei nicht. Von Nationalcoach Paolo Mazza wurde er ins Aufgebot der Italiener für die Fußball-Weltmeisterschaft 1962 in Chile berufen. Bei dem Turnier kam der Verteidiger aus Bologna jedoch nur in einem Spiel, dem zweiten Gruppenspiel gegen Chile, der so genannten Schlacht von Santiago, zum Einsatz. Italien unterlag mit 0:2 gegen den Gastgeber. Wenig später schied die italienische Auswahl als Gruppendritter hinter Deutschland und Chile sowie vor der Schweiz enttäuschend früh aus der Weltmeisterschaft aus.
Mit der italienischen Auswahl nahm er außerdem 1960 an den Olympischen Spielen in Rom teil. Die Mannschaft des Gastgebers belegte den vierten Platz.

## Erfolge
- Italienischer Meister: 1963/64